# 다름슈타트 공과대학교
담슈타트 공과대학교(Technische Universität Darmstadt, TU Darmstadt)는 서독을 대표하는 독일 헤센주의 명문 공과대학교이다. 자치적으로 운영되는 독일 내 최초의 대학이며, 약 27,000명의 학생과 약 4,500명의 교직원(교수는 약 300명)이 재학 및 재직 중이다. 독일의 대표 공과대학교 9개를 지칭하는 TU9 (TU9 German Institutes of Technology e. V.)에 속해있다.
특히 소프트웨어 관련 학과들이 매우 저명하다. 개별 과목 영역에서 대학의 학업 성과를 측정할 수 있는 순위인 CS Rankings에 따르면 TU Darmstadt는 암호화(Kryptographie), IT 보안(IT-Sicherheit) 및 소프트웨어 엔지니어링(Software-Engineering) 분야에서 유럽 최고의 대학이며, 또한 AI(Künstliche Intelligenz), 로봇공학(Robotik), 기계학습 (Maschinelles Lernen, Maschinelles Sehen) 컴퓨터 언어학(Computerlinguistik) 분야에서 유럽 2위, 독일 내 1위다.
담슈타트 공과대학은 Rhein-Main-Neckar IT 및 주요 소프트웨어 동맹을 맺고 있으며 유럽 최대 IT 보안 연구 기관인 국립 응용 사이버 보안 연구 센터 ATHENE의 파트너다.
수 년 동안 독일 경제에서 최고 경영자가있는 독일의 대학 중 하나였으며 Merck, Continental, Bosch, Siemens 및 Deutsche Bahn등 독일내 유수 대기업들과 전략적 제휴를 맺고 있다. 또한 독일에서 가장 많은 스타트업 및 창업자 수를 보유하고 있는 대학중 하나다.

## 역사
1877년 10월 10일 <Polytechnische Schule zu Darmstadt>로 개교했으며 1899년 <Technische Hochschule zu Darmstadt>로 명칭이 변경된 뒤 기술 교육기관으로서 인정을 받게 되었다. 초창기 재정난으로 인해 폐교의 위기에 직면하기도 했으나 1882년 세계 최초로 전기공학부(Elektrotechnic)를 설립하면서 학생 수가 증가하게 되었다. 전기공학부의 창설로 인해 상당수의 외국인 유학생들이 유입되었으며, 그 중 상당수는 동유럽권 출신이었다. (한 예로 1906년 전기공학부의 재학생 중 75%가 외국 출신의 유학생이었다.) 그 외에도 제지공학과 및 항공공학부를 추가로 설치하면서 대학의 규모가 점차적으로 커지기 시작했다. 제2차 세계 대전 이후 1960년도부터 다시 재학생 수가 증가하면서 대학으로서의 면모를 점차 갖춰가게 되었으며, 특히 1970년부터 급격히 늘어난 학생수로 인하여 캠퍼스가 추가로 증축되었고 타 대학의 학과(HfG Offenbach의 건축학과)가 편제되기도 했다. 1997년 10월 1일부터 현재의 <Technische Universität Darmstadt(담슈타트 공과대학교)>로 정식 명칭이 변경되었다. 2005년 독일에서 처음으로 자치권을 갖는 대학이 되어 새로운 의사결정 구조가 시도되고 있는데, 각종 재정적인 부분을 학교 스스로 규정하며 교직원의 연봉 및 필요한 장비의 구매 등의 사안을 내부적으로 토의하고 결정할 수 있는 구조로 바뀌었다. 이에 따라 학내 직원들은 헤센 연방주 소속 교육공무원이 아니라 담슈타트 공과대학교 소속 교직원으로 근무 중이다.

## 학부
담슈타트 공과대학교는 총 13학부로 구성되어 있는데, 실용 지구과학부터 경제학에 이르기까지 약 100개 이상의 학과가 개설되어 있다. 이전에 기계 전시장으로 쓰였던 Stoeferle 강당(603qm로 불림)에서는 학생회에서 주최하는 다양한 문화행사가 열리는데, 현재 5층으로 증축 중이다. 다름슈타트 궁전의 안 마당의 Schlosskeller와 궁전 외벽을 비어가르텐으로 리모델링한 Schlossgarten 또한 학생회가 운영하고 있는 사업들 중 하나이다. 영화동아리인 Studentischer Filmkreis는 독일에서 가장 오래되고 전통있는 학생 영화동아리 중 하나이고, 대강당을 빌려 영화상영을 하고 있다. 학생회와 담슈타트 주립극장(Staatstheater Darmstadt) 간 협약을 통해 2009년부터 다름슈타트 공과대학교에 재학 중인 학생들은 무료로 주립극장의 공연을 관람할 수 있게 되었다. 그 비용은 재학생들이 납부하는 학교운영비(Semesterbeiträge)로 대체한다.

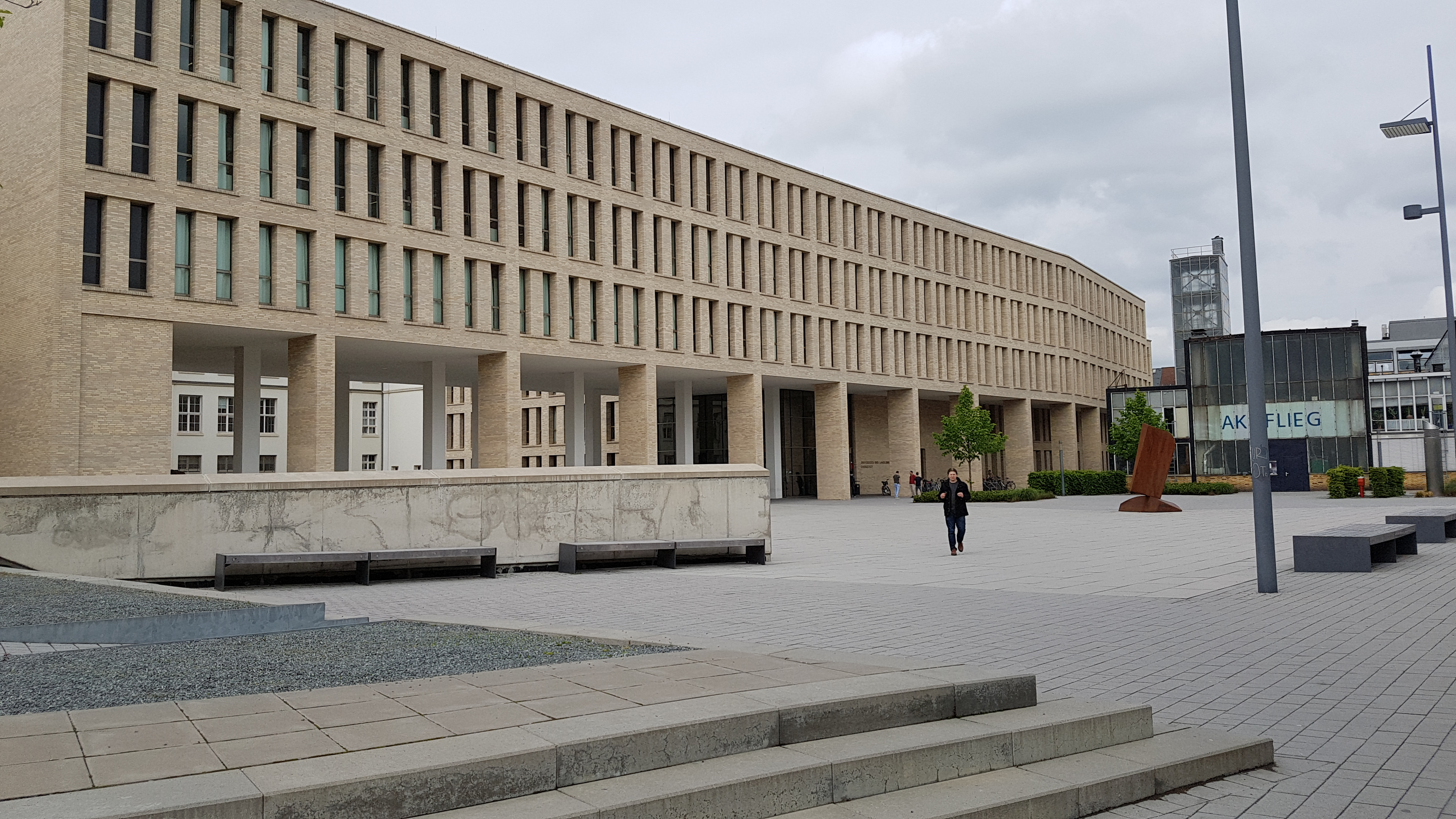
대학 주립도서관(Universitäts- Landesbibliothek Darmstadt, ULB Darmstadt)

## 연구와 목표
담슈타트 공과대학교는 지난 2007년 가을에 프랑크푸르트 대학교와 함께 독일연구협회에서 지정하는 우수대학육성정책(Exzellenzinitiative)에 선정되어 독일 정부와 자치 주로부터 3,300만 유로를 지원받았고, 추가적으로 Graduate School of Computational Engineering “Beyond Traditional Sciences”를 설립해 매년 100만 유로를 지원받고 있다. 그 중에 계획된 “Smart Interfaces” 연구는 매년 6,500만 유로를 독일 정부와 자치 주로부터 지원받고 있다. 2010년 7월에 담슈타트 공과대학교는 다섯가지 연구 클러스터로 열유체역학 및 연소기술(Thermofluiddynamik und Verbrennungstechnologie), 신소재(Neue Materialien und Werkstoffe), 미립자광선 및 물질(Teilchenstrahlen und Materie), 통합적인 생산재조기술 (Integrierte Produkt- und Produktionstechnologie) 그리고 미래 인터넷(Future Internet)을 지정하였다. 그 외에 중점적인 연구로 Computational Engineering과 도시연구를 선정하였다.

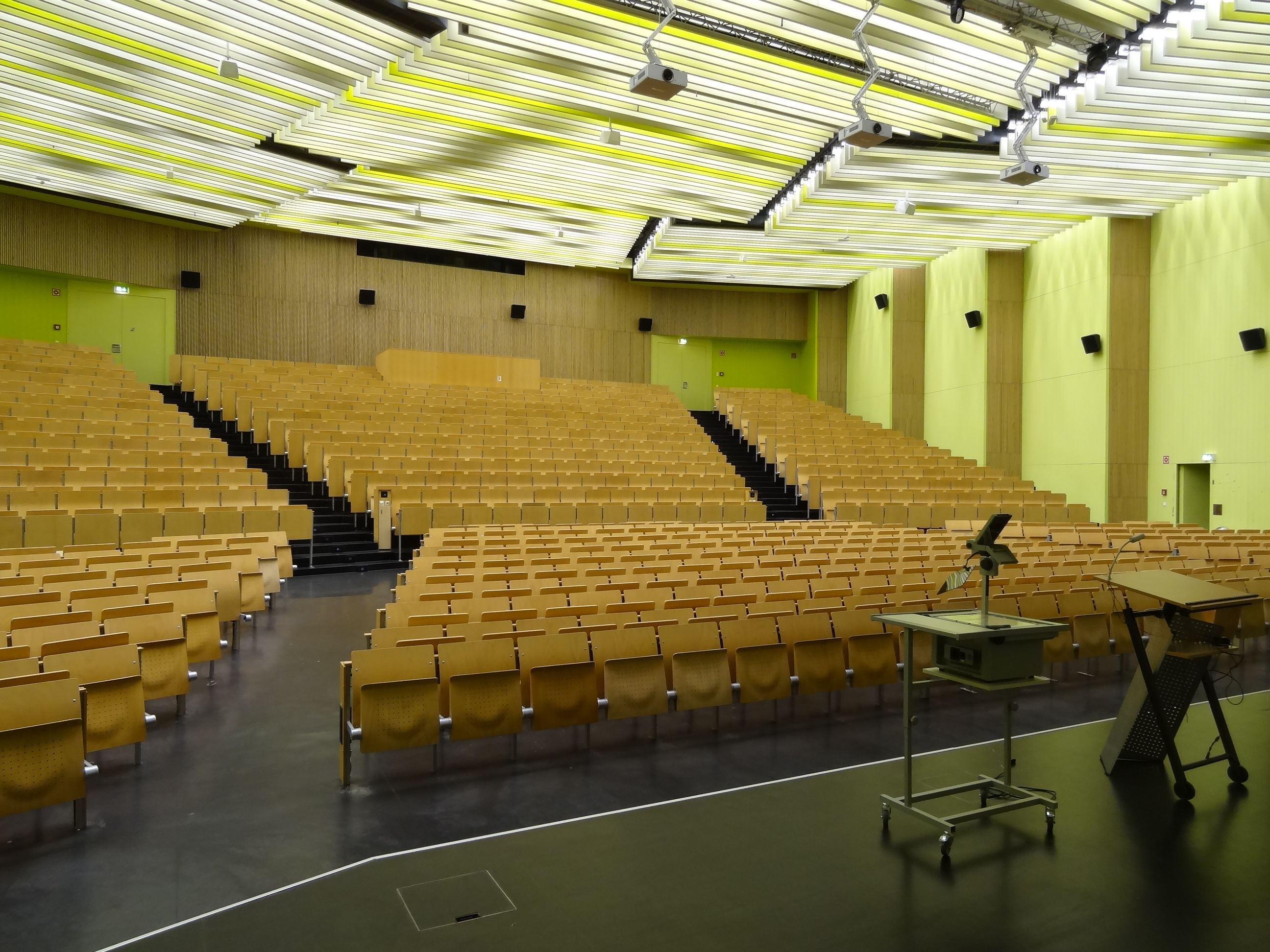
담슈타트 공과대학교 대강당(Audimax)

1. 열유체역학 및 연소기술
2. 신소재 연구
3. 미립자광선 및 물질
4. 통합적인 생산제조기술
5. 미래 인터넷

## 시설

### Stadtmitte

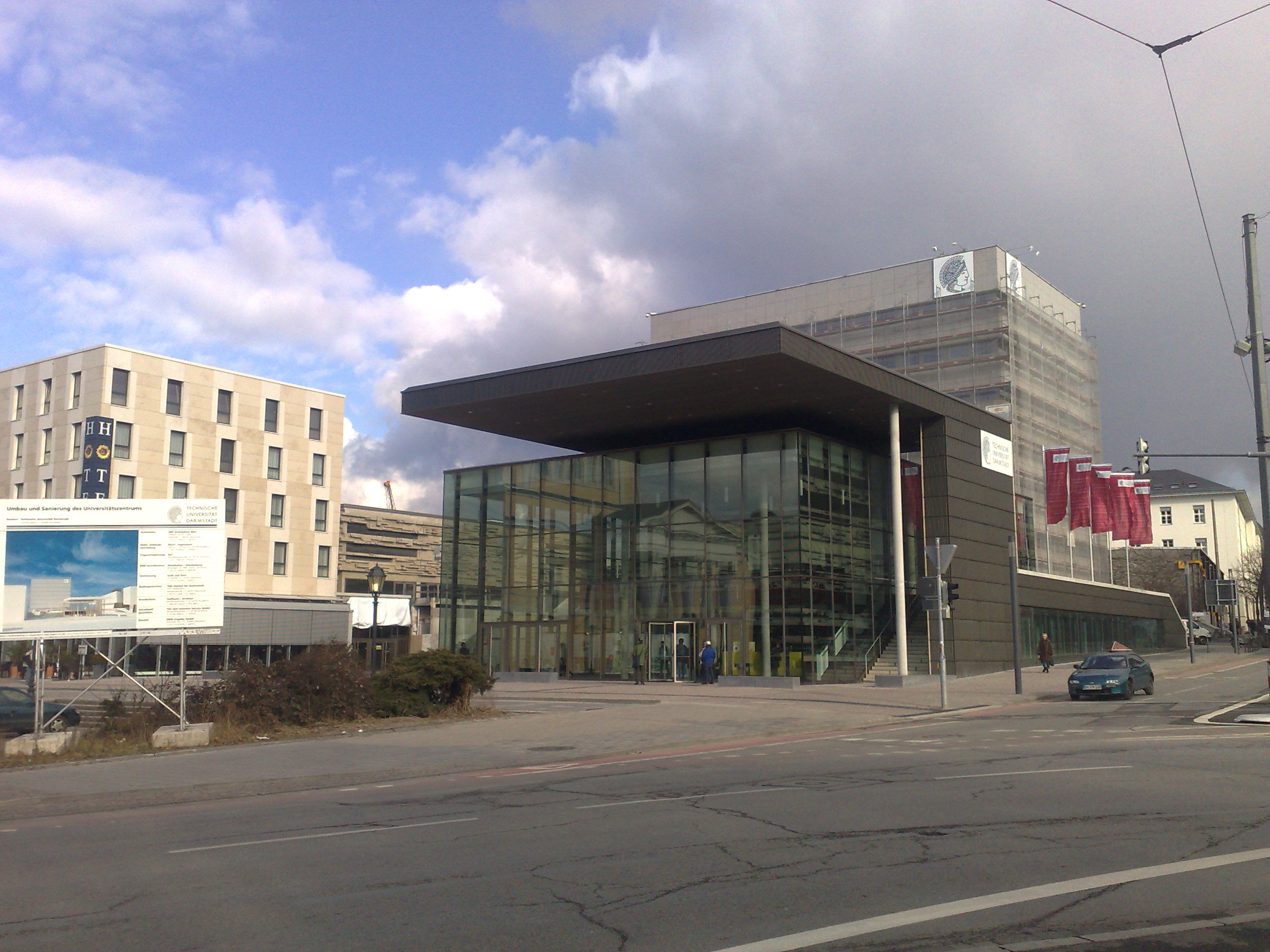
담슈타트 공과대학교 본관(Stadtmitte 캠퍼스에 위치)

시내 중심에 있는 Herrngarten 내부에는 정보공학과가, 그 옆에 수학과와 물리학과가 위치해있으며, Altes Hauptgebäude 내부에는 기계공학 및 제지공학 등 이공계 뿐 아니라 인문계 학과인 심리학과, 독어독문학과, 법학과, 경영학과, 사학과 등의 강의가 이루어지고 있다. 또한 Darmstadtium과 Institut der Fraunhofer-Gesellschaft 주변으로 전자전기공학 등 다양한 학과들이 자리잡고 있다.
대학 본관인 Karo5 내부에는 대강당인 Auditorium 외 여러 학사 운영부서들이 위치해 있으며, 그 주변으로 학생식당(Mensa)과 대학 주립도서관(Universitäts- Landesbibliothek Darmstadt, ULB Darmstadt) 등이 존재한다.

### Lichtwiese
Odenwald 근처에 있는 Lichtwiese 캠퍼스에는 기계공학과, 재료공학과, 화학과 및 건축과 등의 여러 학과가 자리잡고 있으며, 이를 위해 현재 새로운 강의실 확충을 위해 신축 건물이 건설 중에 있다. 부대시설로 대운동장인 Hochschulstadium이 있고, 그 안에는 재학생들이 무료로 이용 가능한 야외수영장(Hochschulbad)이 있다. 그 외에 다양한 스포츠 시설들이 이 캠퍼스 주변에 자리잡고 있는 상황이다.

### 대학 부가시설

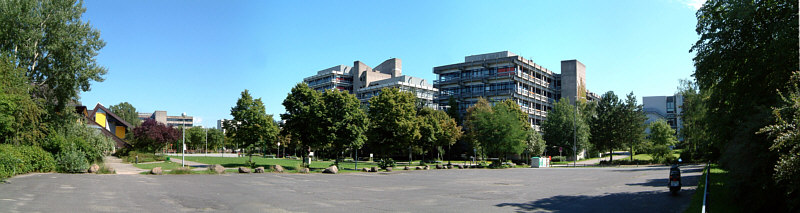
Lichtwiese 캠퍼스 전경

- 대학 주립도서관 (Universitäts- und Landesbibliothek Darmstadt)
- 2개의 큰 학생식당과 6개의 작은 구내식당
- 게스트 하우스 Georg-Christoph-Lichtenberg-Haus, Otto-Wolfskehl-Haus)
- 식물원 (Botanischer Garten)
- 아우구스트 오일러 비행장 (August-Euler-Flugplatz)
- 대학 스포츠 센터 (UniSportZentrum)
- 어학당 (Sprachenzentrum der TU Darmstadt)
- 대학교육혁신원 (HDA)
- 대학전산실 (HRZ)
- 담슈타트 철로 모델링 (EBD)
- 대학 아트포럼 (TU Kunstforum)

## 저명한 동문
Technische Universität Darmstadt의 동문
노벨상 수상자
다음 노벨상 수상자들은 담슈타트 공과 대학에서 공부하고 가르치고 연구했다.
- Peter Grünberg, 물리학 자 및 노벨 물리학상 수상자 (2007)
- Horst Ludwig Störmer, 물리학 자 및 물리학 자 노벨상 수상 (1988)
- Gerhard Herzberg, 화학자, 물리학 자, 노벨 화학상 수상 (1971)
- Hermann Staudinger, 화학자 및 노벨상 수상자 (1953)

TU 담슈타트의 다음 강의는 Emanuel Merck 강의 (학생을 위한 강의 및 세미나)를 통해 가능했다.
- Frances H. Arnold, 화학자 및 노벨상 수상자 (2018)
- Harold Kroto, 화학자 및 노벨 화학상 수상자 (1996)
- Jean-Marie Lehn, 화학자 및 노벨 화학상 수상자 (1987)
- Manfred Eigen, 화학자 및 노벨상 수상자 (1967)

다음의 노벨상 수상자들은이 대학과 관련이 있다 :
게르하르트 에틀, 화학자 및 노벨 화학상 수상자 (2007)
- Karl Alex Müller, 물리학 자 및 물리학 자 노벨상 수상 (1987)
- 칼 지글러 (Karl Ziegler), 화학자이자 노벨상 수상자 (1963)
- 오토 한, 화학자 및 노벨 화학상 수상자 (1944)
- Carl Bosch, 화학자 및 노벨 화학상 수상자 (1931년)
- Richard Willstätter, 화학자 및 노벨상 수상자 (1915년)

귄터 베니쉬 (*1922, †2010)는 건축가로서 설계한 건물로는 뮌헨 올림픽 스타디움 (1972), 본 국회의사당 회의장 (1992), 그리고 베를린 예술 아카데미의 신관 (2005)이 있다. 루돌프 골드슈미트(*1876, †1950)는 1911년에 해외 교신을 위한 고주파 무선 장치를 발명하였다. 피터 그륀베르크(1939년 5월 18일)는 1963에서 1966년까지 담슈타트 공대에서 물리를 전공하였고, 1969년에 박사학위를 받았으며 1980년대 “거대자기저항”(GMR) 기술을 발견하여 노벨 물리학상을 수상하였다. 파울 발로트(*1841, †1912)는 1856년부터  59년까지 당시 고등상업학교였던 담슈타트 공대에서 수학하였다. 하임 바이츠만(*1874, †1952)은 담슈타트에서 수학하고 이후 1894년부터 베를린 공과대학 (TU Berlin)에서, 1899년 프라이부르크에서 박사학위를 바쳤으며, 1949년 이스라엘의 초대 대통령을 역임하였다.

## 국제성
재학생 중 외국출신의 유학생의 비율은 2011년도 여름학기 기준으로 18퍼센트에 달하고,  이는 독일 내 타 대학의 유학생 비율보다 높은 수치이다. 2013/14년도의 겨울학기에는 약 4350명의 유학생이 재학중이다. 현재 담슈타트 대학은 다수의 유럽대학네트워크 (CESAER, TIME, CLUSTER, EUA)에 속해있으며, 전 세계의 108개의 대학과 자매결연을 맺고 있다. 학점 체계는 유럽 대학 학점 교환 시스템 (ECTS)를 따른다. 교내에 설치된 AEGEE는 유학생들을 위한 학내 그룹인데 매 학기마다 교내 적응을 위한 행사를 주최한다.

## 로고
담슈타트 공과대학교의 로고는 그리스 신화의 여신인 아테나를 모티브로 하고 있는데, 독일과 스위스의 지폐 디자인을 한 스위스의 그래픽 디자이너 헤르만 아이덴벤츠가 로고의 그래픽 작업을 담당했다.